# James Roger Prior Angel
James Roger Prior Angel, ameriški astronom, * 7. februar 1941, St. Helens, grofija Lancashire, Anglija.
Angel deluje na Univerzi Arizone, Tucson, Arizona, Arizona. Skupaj s skupino študentov je izdelal zrcalo daljnogleda s premerom 6500 mm, ki so ga leta 1994 namestili na Mt. Hopkins.